# Гардінер (Монтана)
Гардінер (англ. Gardiner) — переписна місцевість (CDP) в США, в окрузі Парк штату Монтана. Населення — 833 особи (2020).

## Географія
Гардінер розташований за координатами 45°3′9″ пн. ш. 110°44′16″ зх. д. / 45.05250° пн. ш. 110.73778° зх. д. (45.052564, -110.737863).  За даними Бюро перепису населення США в 2010 році переписна місцевість мала площу 15,22 км², з яких 14,96 км² — суходіл та 0,27 км² — водойми.

### Клімат
| Клімат : Гардінер       | Клімат : Гардінер | Клімат : Гардінер | Клімат : Гардінер | Клімат : Гардінер | Клімат : Гардінер | Клімат : Гардінер | Клімат : Гардінер | Клімат : Гардінер | Клімат : Гардінер | Клімат : Гардінер | Клімат : Гардінер | Клімат : Гардінер | Клімат : Гардінер |
| Показник                | Січ.              | Лют.              | Бер.              | Квіт.             | Трав.             | Черв.             | Лип.              | Серп.             | Вер.              | Жовт.             | Лист.             | Груд.             | Рік               |
| Абсолютний максимум, °C | 14,4              | 16,7              | 21,1              | 29,4              | 33,3              | 38,3              | 39,4              | 38,9              | 35,0              | 30,6              | 21,1              | 16,7              | 39,4              |
| Середній максимум, °C   | 0,6               | 3,4               | 8,1               | 13,4              | 19,1              | 24,6              | 30,1              | 29,2              | 23,5              | 15,9              | 6,0               | 1,0               | 14,6              |
| Середній мінімум, °C    | −9,9              | −8,2              | −4,7              | −0,8              | 3,5               | 7,6               | 11,1              | 10,3              | 5,1               | 0,8               | −4,9              | −8,9              | 0,1               |
| Абсолютний мінімум, °C  | −34,4             | −35               | −26,7             | −15,6             | −11,7             | −3,9              | −1,1              | −1,1              | −11,1             | −22,2             | −30,6             | −34,4             | −35               |
| Норма опадів, мм        | 11                | 9                 | 14                | 17                | 40                | 38                | 27                | 23                | 22                | 20                | 16                | 12                | 247               |
| ----------------------- | ----------------- | ----------------- | ----------------- | ----------------- | ----------------- | ----------------- | ----------------- | ----------------- | ----------------- | ----------------- | ----------------- | ----------------- | ----------------- |
| Джерело:                |                   |                   |                   |                   |                   |                   |                   |                   |                   |                   |                   |                   |                   |

## Демографія
Згідно з переписом 2010 року, у переписній місцевості мешкало 875 осіб у 460 домогосподарствах у складі 200 родин. Густота населення становила 57 осіб/км².  Було 556 помешкань (37/км²).
Расовий склад населення:
| - 97,6 % — білих - 0,9 % — корінних американців - 0,5 % — азіатів - 0,1 % — чорних або афроамериканців |

До двох чи більше рас належало 0,7 %. Частка іспаномовних становила 1,1 % від усіх жителів.
За віковим діапазоном населення розподілялося таким чином: 15,4 % — особи молодші 18 років, 73,5 % — особи у віці 18—64 років, 11,1 % — особи у віці 65 років та старші. Медіана віку мешканця становила 47,1 року. На 100 осіб жіночої статі у переписній місцевості припадало 100,7 чоловіків;  на 100 жінок у віці від 18 років та старших — 98,9 чоловіків також старших 18 років.
Середній дохід на одне домашнє господарство  становив 57 257 доларів США (медіана — 51 172), а середній дохід на одну сім'ю — 74 606 доларів (медіана — 80 000). За межею бідності перебувало 15,3 % осіб, у тому числі 9,1 % дітей у віці до 18 років та 6,7 % осіб у віці 65 років та старших.
Цивільне працевлаштоване населення становило 732 особи. Основні галузі зайнятості: мистецтво, розваги та відпочинок — 34,6 %, роздрібна торгівля — 31,4 %, освіта, охорона здоров'я та соціальна допомога — 10,1 %, публічна адміністрація — 9,6 %.